# Токката и фуга ре минор (BWV 538)
Токката (прелюдия) и фуга ре минор BWV 538, так называемая «дорийская» — произведение для органа Иоганна Себастьяна Баха. Причиной названия является довольно необычное в наши дни написание d-moll без знаков у ключа, что в данной тональности образует дорийский лад.
Написано во время пребывания Баха в Веймаре в 1707—1718. В отличие от многих произведений композитора, токката и фуга требовали исполнения на двух мануалах органа — Oberwerk и Rückpositiv. По преданию, Бах исполнил это произведение во время испытания большого органа в соборе Касселя.

## Анализ
Обе работы сильно отличаются друг от друга в музыкальном плане. Подобно Фантазии и Фуге до минор BWV 562, BWV 538 почти монотематичен. Токката начинается с моторизованного мотива шестнадцатых нот, который продолжается почти непрерывно до конца и содержит необычайно искусные эффекты концертато. Бах даже делает пометки в тексте, указывающие мануал органа для исполнения — необычная процедура как для того времени, так и для органных сочинений Баха в целом.
Фуга, тоже ре минор, длинная и сложная, содержит довольно архаично звучащую тему с характерными синкопами и тремя прыжками вверх в чистых четвертях. Строгая контрапунктовая разработка прерывается только в последних четырёх тактах, где пьеса впечатляюще завершается несколькими массивными аккордами над мощным органным пунктом на доминате. Фуга BWV 538 очень похожа на Фугу BWV 540. У обоих alla breve метр, обе используют темы из целых нот и синкопированных половинных нот с ритмом постоянных восьмых нот вместо шестнадцатых нот, встречающихся в большинстве фуг Баха; обе содержат хроматизм, гармонические задержания и непрерывную последовательность тем и ответов.